# Афера «Еліта-Центр»

Логотип «Еліта-Центру»

Афера «Еліта-Центр» — будівельна афера в Києві, у результаті якої постраждало понад півтори тисячі людей. Ця афера стала однією з резонансних справ в Києві і в Україні і привернула увагу уряду і президента України. Ключовим фігурантом справи слідство назвало Олександра Шахова (справжнє ім’я — Олександр Волконський), який, за даними правоохоронних органів, очолював схему. У 2007 році його було затримано у Швейцарії, а в 2008 році екстрадовано до України. У 2016 році Подільський районний суд міста Києва, завдяки зарахуванню терміну перебування у СІЗО, звільнив Шахова з-під варти із зобов'язанням носити електронний браслет. У липні 2016 року Шахов (Волконський) втік з-під домашнього арешту.

## Механізм афери
Афера здійснювалася шляхом укладання з громадянами договорів з інвестиційно будівельною компанією «Еліта-Центр» про пайову участь у будівництві будинків в різних районах Києва. Пропонована вартість квадратного метра житла становила від 3025 грн, при стовідсотковій сплаті вартості житла пропонувалася знижка до 3 %. Перший житловий будинок планувався до здачі у другому кварталі 2006 року. Низка фінансових структур пропонували кредити на житло, багато людей вкладали багаторічні заощадження та позичені кошти. Серед інвесторів, крім великої кількості пересічних громадян, було декілька високопосадовців та інших відомих особистостей Києва. Загалом було ошукано 1759 осіб.
Насправді будівництво квартир не велося і шахраї укладали договори подвійного, а іноді й потрійного продажу тих самих квартир в неіснуючих будинках. Правоохоронні органи стверджують, що загальна сума коштів отриманих таким чином шахраями сягнула 400 млн гривень!.

## Наслідки
Ошукані таким чином інвестори зверталися до органів Київської міської адміністрації, до уряду та президента України. Була створена суспільна організація «Об'єднання Вкладників „Еліта-Центр“», до якого увійшло 334 ошуканих інвесторів. 4 лютого 2008 року група вкладників почала голодування перед Адміністрацією Президента України з вимогою президента втрутитися у цю справу.
2006 року була порушена кримінальна справа і незабаром виявлені основні дійові особи в цій афері. На думку правоохоронних органів, організатором афери був уродженець м. Кемерово Волконський Олександр (справжнє ім'я — Шахов Олександр). Наприкінці жовтня 2007 року Волконський був затриманий в Швейцарії, а 8 жовтня 2008 року він був висланий до України. Його звинувачують у привласненні грошових коштів громадян за ст. 191 Карного Кодексу. За даними МВС, Волконський відмовлявся співпрацювати зі слідством. Цей злочин передбачає покарання від 7 до 12 років позбавлення волі.
На думку оглядачів, ця афера виявила низку політичних, економічних і правових проблем в суспільстві, недосконалість законодавства та недбалість правоохоронних органів.
Постраждалих інвесторів об'єднує громадська організація «Центр правозахисту», яка підтримує портал ошуканих вкладників «Еліта-Центр» — elitacenter.org.